# Kościół Matki Boskiej Wniebowziętej w Puszczykowie
Kościół Matki Boskiej Wniebowziętej w Puszczykowie – rzymskokatolicki kościół parafialny w podpoznańskim mieście Puszczykowo. Należy do dekanatu lubońskiego. Mieści się przy ulicy Kościelnej.

## Historia

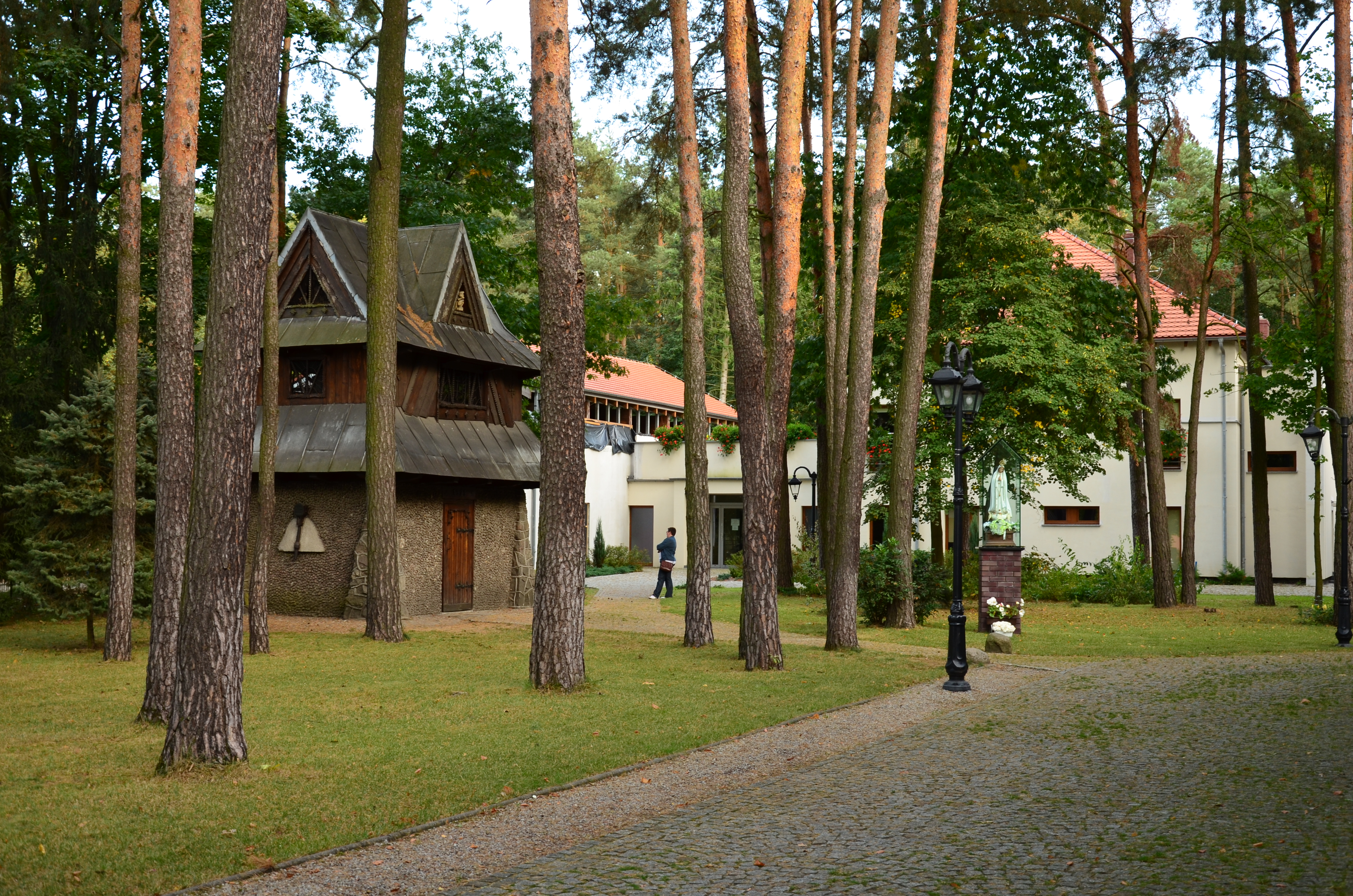
Otoczenie z dzwonnicą

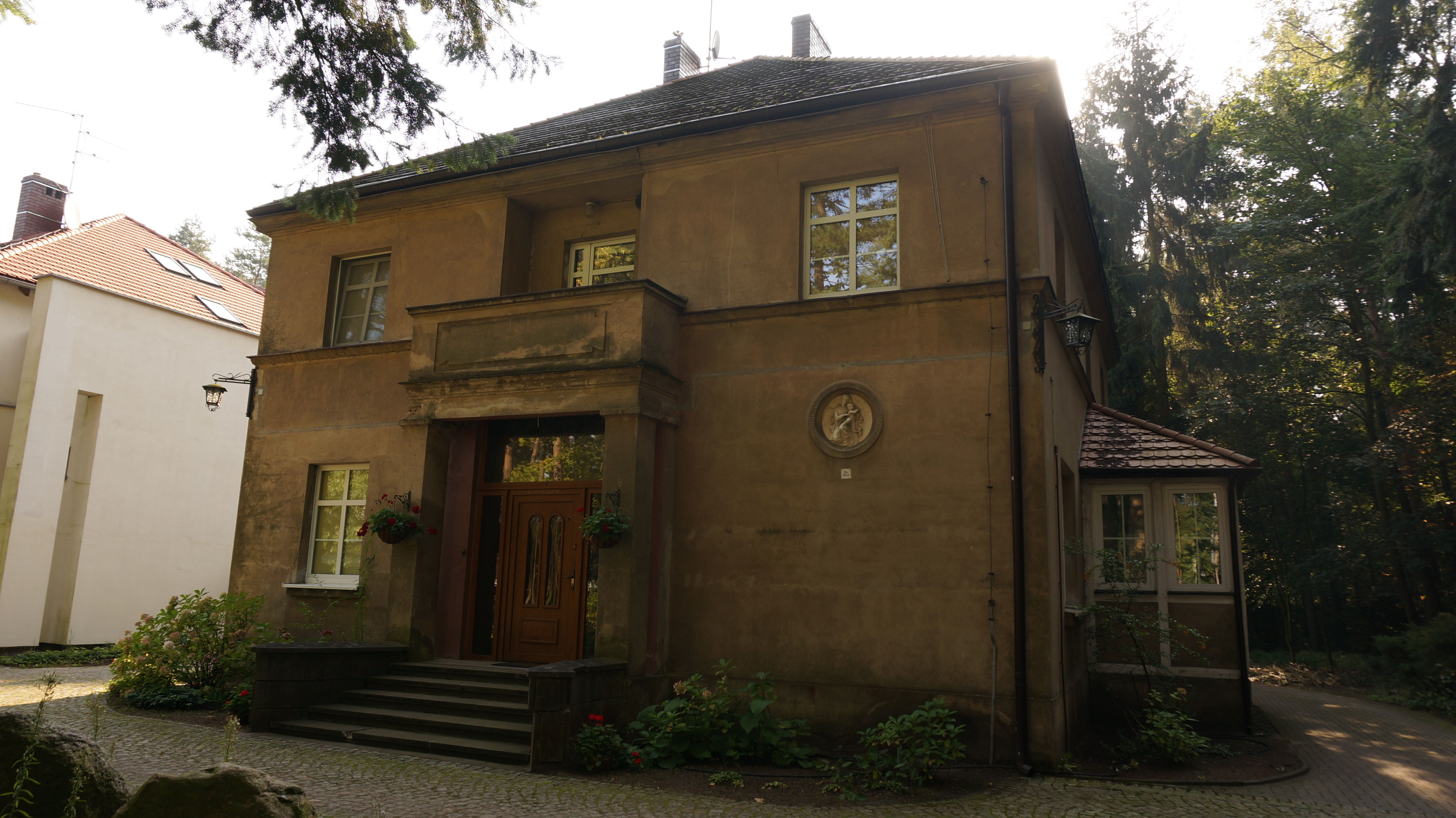
Plebania

Inicjatywa budowy świątyni katolickiej w Puszczykowie pojawiła się w 1911 ze strony licznie przybywających tu na wypoczynek Polaków, poznańskich katolików. Był to okres gwałtownego wzrostu popularności miejscowości, jako letniska. Na mszę jeżdżono wówczas do kościoła św. Floriana w Wirach oddalonego o kilka kilometrów. W 1911 Jadwiga z Luzińskich Adamska założyła Stowarzyszenie dla budowy kościoła rzymsko-katolickiego w Puszczykowie i zbierała na ten cel datki. Od 1915 msze odprawiano w jednej z prywatnych willi.
Zlecenie na zaprojektowanie kościoła w Puszczykowie otrzymał Adam Ballenstedt, który do 1918 prowadził biuro projektowe w Mannheim. Wcześniej projekt w stylu zakopiańskim wykonał Adam Batycki (niezrealizowany). Prace nie zostały jednak zbyt wcześnie rozpoczęte. Budowę zainicjowano w dniu 31 lipca 1923. Ballenstedt był również autorem projektu trzech ołtarzy i dzwonnicy. 9 września 1923 ks. infułat Stanisław Adamski poświęcił kamień węgielny i wmurował akt erekcyjny. Nową parafię wydzielono z parafii wirskiej. Erygował ją 26 czerwca 1928 kardynał August Hlond. Konsekracji kościoła dokonano 22 lipca 1937.
Wkrótce po zbudowaniu ołtarza głównego wzbudził on kontrowersje parafian, jako zbyt ciężki, przytłaczający, nie pasujący do skromnego wnętrza i zbytnio dominujący tabernakulum. W związku z tym zlecono zaprojektowanie nowego. Projekt wykonał Marian Andrzejewski tworząc ołtarz tumbowy z nadstawą z drewnianej, złoconej wici dekoracyjnej. Obraz Wniebowzięcie ze starego ołtarza, również krytykowany przez parafian, przeniesiono na plebanię, gdzie zaginął w czas II wojny światowej.
Do 1956 w kościele używano fisharmonii. W tym samym roku wykonano organy (przedsiębiorstwo Władysława Kaczmarka z Wronek). Służyły one do 2006, kiedy to przekazano je do sanktuarium w Dąbrówce Kościelnej, gdzie funkcjonują do dziś. W 2007 oddano do użytku nowe organy (23 głosy, w tym cztery językowe, dwa manuały, 56 klawiszy i klawiatura pedałowa o 30 klawiszach).
Po soborze watykańskim II ustawiono w kościele kolejny ołtarz, tym razem projektu Kazimierza Pielatowskiego (drewno). W latach 60. XX wieku wstawiono witraże o motywach przyrodniczych w prezbiterium (projekt Zygmunta Kośmickiego). W 2003 (75-lecie parafii) gruntownie odnowiono prezbiterium. 

## Architektura
Bryła budowli jest bardzo prosta. Wnętrze budowli powtarza prostotę rzutu poziomego i skromność dekoracji architektonicznej ścian zewnętrznych. Zasadą projektowania świątyni była funkcjonalność liturgiczna. Elementy dekoracyjne (portale, obramienia okien) reprezentują styl neobarokowy, natomiast kolumnada podtrzymująca chór organowy reprezentuje neoklasycyzm. Obecny ołtarz główny został zaprojektowany przez Mariana Andrzejewskiego. Obecne ołtarze boczne są zakończone małymi walutami, dzięki temu stały się lekkie. W ołtarzu głównym znajduje się figura Matki Boskiej Wniebowziętej wykonana w 1936 przez Czesława Woźniaka. W lewym ołtarzu bocznym znajduje się obraz namalowany przez Bronisława Bartla. W prawym ołtarz bocznym znajduje się obraz Madonny z Dzieciątkiem namalowany przez Władysława Roguskiego. Oryginalna jest ambona, którą zaprojektował Lucjan Michałowski.

## Otoczenie
W 1932 przy kościele wzniesiono dzwonnicę projektu Adama Ballenstedta, która spłonęła w 1976. W tym samym roku wzniesiono nową z elementami zakopiańskimi. Plebania pochodzi sprzed 1937, a dom parafialny z 2016. Przy kościele stoją też:
- dwie rzeźby Chrystusa Frasobliwego projektu Antoniego Narzymskiego z Zakopanego,
- figura Matki Bożej Sykstyńskiej, którą przed I wojną światową sprowadzili z Drezna państwo Włodzimierz i Jadwiga Adamscy do własnego ogrodu, a w 1949 ich potomkowie ofiarowali ją kościołowi (cokół projektował Marian Morawski, a latarnię Henryk Piotrowski, figurę odnowiono w 2014),
- pietà w wydrążonym pniu drzewa projektu Władysława Krajniaka[2].